# Carsten Høi
Carsten Høi, född 16 januari 1957 i Köpenhamn, är en dansk stormästare i schack. Han blev internationell mästare 1979 och stormästare 2001. Egentligen borde han fått stormästartiteln redan 1993 men det var först i samband med en ändring i kraven för stormästartiteln år 2001 som felet upptäcktes. Høi har vunnit det danska mästerskapet tre gånger (1978, 1986 samt 1992) och spelat för Danmark i schack-OS fem gånger (1978, 1980, 1988, 1992 samt 1996). I schackvärlden är Høi mest känd för sin seger mot Boris Gulko vid schack-OS i Thessaloniki 1988. 
Under många år spelade Høi för Åstorps schacksällskap i det svenska seriespelet. I Danmark spelar han för Brønshøj Skak Forening.